# Terremoto de Tarapacá de 2005
El terremoto de Tarapacá de 2005 o el terremoto de Iquique de 2005 fue un sismo ocurrido el 13 de junio del año 2005 a las 18:44 hora local (22:44 UTC) y abarcó a gran parte de las regiones del Norte Grande de Chile, especialmente la zona de Tarapacá.

## Sismología
Tuvo una magnitud 7,8 en la escala sismológica de magnitud de momento y alcanzó los VIII grados en la escala sismológica de Mercalli, su epicentro se ubicó a 115 kilómetros al noreste de la ciudad de Iquique, y a 49 kilómetros al norte del pueblo de  Pica, en el interior de la Región de Tarapacá, Chile. El origen del sismo tuvo una profundidad de 114.9 kilómetros.
Este sismo fue sentido en todo el Norte Grande, desde la Región de Tarapacá hasta la Región de Coquimbo, en varias partes del sur del Perú, Bolivia e incluso en zonas del Brasil, como São Paulo. Debido al origen intraplaca del sismo, fue inmediatamente descartada cualquier posibilidad de tsunami.
Durante muchos años se ha esperado un sismo de condiciones similares en magnitud a los ocurridos en el terremoto y maremoto de Arica en 1868, Valdivia (1960) y en el Sudeste Asiático (2004), debido a que esta zona de alta actividad sísmica no había sido afectada por un terremoto desde 1877. Sin embargo, debido a las características sísmicas de este terremoto, no correspondió al denominado "Gran terremoto del Norte Grande".

## Efectos

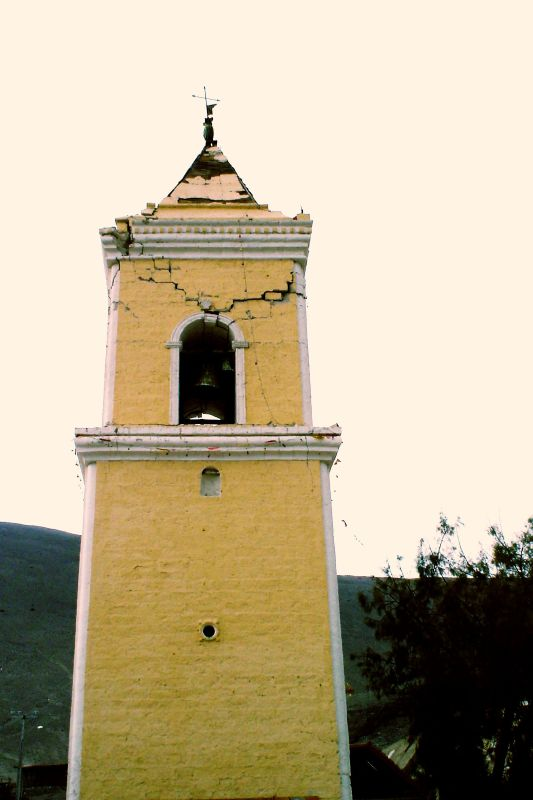
Iglesia de San Lorenzo de Tarapacá tras el terremoto.

Las zonas más afectadas fueron las comunas de la Provincia de Iquique: Camiña, Colchane, Huara, Pica, Alto Hospicio, Pozo Almonte y la ciudad de Iquique, más los poblados de Pisagua y Camarones.[cita requerida] Según reportes de la Oficina Nacional de Emergencia del Ministerio del Interior (ONEMI), fallecieron 6 personas, debido principalmente a  aludes de rocas. El sismo provocó el corte inmediato de servicios básicos, como el agua potable y la energía eléctrica, y momentáneamente el servicio telefónico.[cita requerida]
En la ciudad de Arica se produjeron aludes de rocas desde el morro de Arica hasta la Costanera, superando las 400 toneladas de material desprendido, sin dañar a ningún habitante. Igual situación sucedió en los despeñaderos cercanos a la ciudad de Iquique, cortando la Ruta 16-CH que une la capital regional con la ciudad de Alto Hospicio. El molo de abrigo del puerto iquiqueño sufrió daños mayores en su estructura, mientras que en la ciudad no hubo grandes destrozos, a excepción de algunas casas y vitrinas comerciales.[cita requerida]
El caos se centró en las ciudades interiores. Debido al corte de la mayor parte de las carreteras hacia el altiplano y la ruta 5 Panamericana, no se podía obtener información de los pequeños pueblos tarapaqueños, por lo que se debió utilizar aeronaves especializadas, lo que permitió recopilar información de las villas dañadas.[cita requerida]

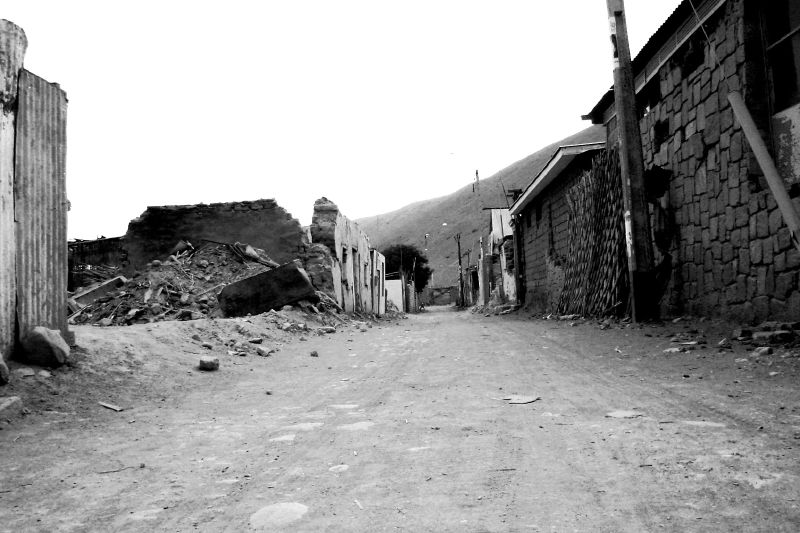
Vista de una calle en San Lorenzo de Tarapacá.

Los pueblos de Huara y San Lorenzo de Tarapacá resultaron prácticamente destruidos en su totalidad. Cientos de monumentos nacionales se derrumbaron. Se estima que el 30% de las viviendas de los pueblos del interior sufrieron daños. Las réplicas llegaron a las 2000 aproximadamente a un mes del terremoto.
La comuna de Pica también resultó con graves daños producto del sismo. La iglesia de San Antonio de Matilla, sufrió la caída de parte de su campanario, y en septiembre la destrucción de la iglesia. El Liceo "Padre Alberto Hurtado" resultó con el techo de su segundo piso desmoronado, que causó heridas a su director subrogante.[cita requerida]
El poblado quedó sin suministro de luz y de agua y después de un día, sin teléfono. La comuna de Pica estaba abandonado mientras su alcalde Iván Infante hacía desesperados llamados para que se preocuparan de dicha localidad. Al final fueron atendidos por los equipos de prensa de Televisión Nacional de Chile, Canal 13, la Armada de Chile, Carabineros de Chile, Codelco, la Compañía Minera «Doña Inés de Collahuasi» y casi al final de la entonces candidata a la presidencia de la República Michelle Bachelet y el subsecretario del Interior Jorge Correa Sutil.[cita requerida]
Según informes gubernamentales, habría habido un total de 1.012 damnificados y más de 20 heridos y pérdidas superiores a varios millones de dólares.[cita requerida]

## Intensidades de Mercalli
| Lugar        | Intensidad percibida |
| ------------ | -------------------- |
| Pica         | VIII                 |
| Pozo Almonte | VIII                 |
| Iquique      | VII                  |
| Calama       | VI                   |
| Tocopilla    | VI                   |
| Arica        | V                    |
| El Salvador  | IV-V                 |
| Chañaral     | IV-V                 |
| Antofagasta  | IV                   |
| Caldera      | Ill                  |
| Copiapó      | Ill                  |